# Dolnja Kanda
Dolnja Kanda (mađ. Alsókanda) je selo u južnoj Mađarskoj.

## Zemljopisni položaj
Nalazi se na 45° 59' sjeverne zemljopisne širine i 18° 41' istočne zemljopisne dužine. Danas je dijelom grada Mohača, a nalazi se u njegovom jugozapadnom dijelu, pokraj prometnice što vodi prema Udvaru.

## Upravna organizacija
Upravno pripada Mohačkoj mikroregiji u Baranjskoj županiji. 

## Vanjske poveznice
- Dolnja Kanda na fallingrain.com